# Bahnstrecke Ostrov nad Ohří–Jáchymov
| |                      |                                                |                                                |
| Kursbuchstrecke: | 14a (1957)           |                                                |                                                |
| Streckenlänge: | 8,05 km              |                                                |                                                |
| Spurweite: | 1435 mm (Normalspur) |                                                |                                                |
| Maximale Neigung: | 52,6 ‰               |                                                |                                                |
| |                      |                                                |                                                |
| \| \| \| \| \| \| \| \| Verbindungsgleis von Bahnstrecke Chomutov–Cheb \| \| \| \| 0,000 \| Ostrov nad Ohří \| 386,5 m \| \| \| \| \| \| \| \| 1,320 \| Ostrov nad Ohří zastávka \| Ostrov nad Ohří zastávka \| \| \| 3,120 \| Dolní Žďár \| Dolní Žďár \| \| \| 3,620 \| vlečka Škoda Ostrov \| vlečka Škoda Ostrov \| \| \| 5,375 \| Horní Žďár \| Horní Žďár \| \| \| 6,800 \| Jáchymovský (18 m) \| Jáchymovský (18 m) \| \| \| 8,054 \| Jáchymov \| 605 m \| \| \| \| Scheitelpunkt \| 611 m \| \| \| \| vlečka tabáková továrna \| 610 m \| \| \| \| \| \| \| Quellen: [1][2] \| \| \| \| |                      |                                                |                                                |
| |                      |                                                |                                                |
| Abzweig geradeaus und von links |                      | Verbindungsgleis von Bahnstrecke Chomutov–Cheb | Verbindungsgleis von Bahnstrecke Chomutov–Cheb |
| ehemaliger Bahnhof | 0,000                | Ostrov nad Ohří                                | 386,5 m                                        |
| |                      |                                                |                                                |
| Haltepunkt / Haltestelle (Strecke außer Betrieb) | 1,320                | Ostrov nad Ohří zastávka                       | Ostrov nad Ohří zastávka                       |
| Haltepunkt / Haltestelle (Strecke außer Betrieb) | 3,120                | Dolní Žďár                                     | Dolní Žďár                                     |
| Abzweig geradeaus und nach rechts (Strecke außer Betrieb) | 3,620                | vlečka Škoda Ostrov                            | vlečka Škoda Ostrov                            |
| Haltepunkt / Haltestelle (Strecke außer Betrieb) | 5,375                | Horní Žďár                                     | Horní Žďár                                     |
| Tunnel (Strecke außer Betrieb) | 6,800                | Jáchymovský (18 m)                             | Jáchymovský (18 m)                             |
| Bahnhof (Strecke außer Betrieb) | 8,054                | Jáchymov                                       | 605 m                                          |
| Kulminations-/Scheitelpunkt (Strecke außer Betrieb) |                      | Scheitelpunkt                                  | 611 m                                          |
| Strecke (außer Betrieb) |                      | vlečka tabáková továrna                        | 610 m                                          |
| |                      |                                                |                                                |
| Quellen: |                      |                                                |                                                |

Die Bahnstrecke Ostrov nad Ohří–Jáchymov war eine regionale Eisenbahnverbindung in Tschechien, die ursprünglich als landesgarantierte Lokalbahn Schlackenwerth–Joachimsthal (tschechisch Místní dráha Ostrov-Jáchymov) erbaut und betrieben worden war. Sie war eine der ersten Lokalbahnen Böhmens, die gemäß den Bestimmungen des 1892 verabschiedeten böhmischen Landesgesetzes Über die Unterstützung von Eisenbahnen niederen Ranges errichtet wurde. Die Strecke zweigte in Ostrov nad Ohří (Schlackenwerth) von der Bahnstrecke Chomutov–Cheb ab und verlief im Erzgebirge nach Jáchymov (St. Joachimsthal). Mit einer Maximalneigung von über 50 Promille war die Strecke früher die steilste Adhäsionsbahn in Böhmen.

## Geschichte
Sankt Joachimsthal gehörte einst dank eines ertragreichen Erzbergbaues zu den bedeutendsten Städten in Böhmen. Schon im Jahr 1883 erwirkte die Königliche Bergstadt eine vorläufige Konzession zum Bau einer Lokalbahn mit Schlackenwerth zum Anschluss an die Hauptverbindung Prag–Eger der Buschtěhrader Eisenbahn. Aus verschiedenen Gründen kam das Projekt zunächst nicht zur Ausführung.
Die Konzession „zum Baue und Betriebe einer als normalspurige Localbahn auszuführenden Locomotiveisenbahn von der Station Schlackenwerth der ausschließlich privilegierten Buschtěhrader Eisenbahn nach Joachimsthal mit einer Schleppbahn zur dortigen Tabakfabrik“ erhielt die Stadtgemeinde Joachimsthal am 5. September 1895. Teil der Konzession war die Verpflichtung, den Bau der Strecke sofort zu beginnen und binnen ein und einem halben Jahre fertigzustellen. Die Konzessionsdauer war auf 90 Jahre festgesetzt.
Am 25. September 1896 begann der Bau des Tunnels am Galgenberg. Wegen der Nähe einiger Häuser musste dort auf Sprengungen verzichtet werden, stattdessen trug man das Gestein mit der Hand ab. Obwohl 24 Stunden täglich gearbeitet wurde, kamen die Arbeiten nur langsam voran. Am 14. Oktober 1896 war der Tunnel fertiggestellt. Ende November 1896 fand die polizeilich-technische Abnahme statt. Beanstandet wurde die realisierte Maximalneigung von 52,6 Promille, 5,6 Promille mehr als im Projekt ursprünglich vorgesehen.

Der Festzug zur Streckeneröffnung im Bahnhof Joachimsthal am 21. Dezember 1896

Am 21. Dezember 1896 wurde die Strecke mit einem Festzug eröffnet. Regulären Bahnverkehr gab es ab 23. Dezember 1896. Den Betrieb führten die k.k. Staatsbahnen (kkStB) für Rechnung der Eigentümer aus.
Im Jahr 1902 gründete die Stadt Joachimsthal die Aktiengesellschaft Lokalbahn Schlackenwerth–Joachimsthal. Deren Aktienkapital betrug insgesamt 433.200 Kronen in 1.083 Stammaktien zu je 400 Kronen. Mehrheitseigentümer war neben der Stadt Joachimsthal auch die Buschtěhrader Eisenbahngesellschaft. Der Sitz der Gesellschaft war in Prag.
Bedeutsam für den Reiseverkehr war der Beginn des Kurbetriebes in Joachimsthal im Jahr 1901. Vor allem mit dem Bau des großen Kurhotels „Radiumpalast“ gegenüber dem Bahnhof kam es zu einer signifikanten Steigerung der Reisendenzahlen, die vor allem in der An- und Abreise der Kurgäste begründet war. Im Jahr 1912 wies der Fahrplan der Lokalbahn sechs gemischte Zugpaare 2. und 3. Klasse aus. Sie benötigten für die acht Kilometer lange Strecke bergwärts 40–41 Minuten.
In der Zeit vor dem Ersten Weltkrieg wurden mehrfach Projekte zur Verlängerung der Strecke diskutiert. Weit gediehen war das Projekt der sogenannten Keilbergbahn nach Weipert, die das Keilbergmassiv in einem langen Tunnel unterquert hätte. Untersucht wurde auch eine Streckenführung nach Bärringen zum Anschluss an die Strecke Karlsbad–Johanngeorgenstadt.
Nach dem Zerfall Österreich-Ungarns im Oktober 1918 ging die Betriebsführung an die neu gegründeten Tschechoslowakischen Staatsbahnen (ČSD) über. Mit der Verstaatlichung der Lokalbahngesellschaft gehörte ab 1. Jänner 1925 auch die Infrastruktur zum Netz der ČSD.
Ab 1927 kamen auf der Strecke in verkehrsschwachen Zeiten erstmals Triebwagen zum Einsatz. Im Jahr 1928 wurden insgesamt 300.000 Reisende befördert.
Infolge der Weltwirtschaftskrise kam es Anfang der 1930er Jahre zu einem drastischen Rückgang der Verkehrsleistungen. Ab dem Sommerfahrplan 1930 verkehrten nur noch zwei gemischte Zugpaare, ab Herbst 1932 nur noch eines. Am 15. Dezember 1934 wurde der Reiseverkehr schließlich ganz eingestellt. Als Ersatz richteten die ČSD eine Autobuslinie ein, die bei höheren Fahrpreisen schneller ihr Ziel erreichte. In der Folge gab es Überlegungen, die weitgehend verkehrslose Strecke ganz stillzulegen. Auch über den Einsatz leistungsfähiger Motorzüge zur Verkürzung der überlangen Fahrzeiten wurde nachgedacht. Ein Projekt von 1937, die Strecke zu elektrifizieren, scheiterte aus finanziellen Gründen.
Nach der Angliederung des Sudetenlandes an Deutschland zum 1. Oktober 1938 kam die Strecke zur Deutschen Reichsbahn, Reichsbahndirektion Dresden. Die DR nahm den Reiseverkehr am 16. November 1941 infolge des kriegsbedingten Kraftstoffmangels mit sieben Zugpaaren wieder auf. Im Reichskursbuch war die Verbindung nun als Kursbuchstrecke 166g Schlackenwerth–Radiumbad St. Joachimsthal enthalten.
Am 25. Mai 1945 kam die Strecke wieder zu den ČSD zurück. Wie schon vor dem Zweiten Weltkrieg wurde der Reiseverkehr zunächst wieder mit Autobussen abgewickelt.
Der intensivierte Uranabbau in Joachimsthal infolge des sowjetischen Kernwaffenprogramms führte dann wieder zu steigenden Verkehrsleistungen im Reise- und Güterverkehr. Die für die Sowjetunion bestimmten Erze wurden im Anschluss der stillgelegten Tabakfabrik verladen. Am 7. Oktober 1946 nahm die ČSD auch den Schienenpersonenverkehr mit zwölf Zugpaaren wieder auf. Zwischen 1948 und 1950 bestand darüber hinaus eine direkte Kurswagenverbindung von und nach Prag.
Die enorme Verkehrsbelastung durch den Erzverkehr währte allerdings infolge der schnellen Erschöpfung der Lagerstätte nur wenige Jahre. Die tschechoslowakische Regierung beschloss daraufhin am 8. Juni 1955 die Stilllegung der Strecke. Am 3. August 1957 verkehrten die letzten planmäßigen Züge und die Strecke wurde stillgelegt. Der Steilstreckenabschnitt zwischen Dolní Žďár und Jáchymov wurde wenig später abgebaut. Zwischen Ostrov und Dolní Žďár blieb die Strecke zunächst als Anschlussbahn des Oberleitungsbusherstellers Škoda Ostrov in Betrieb, der auf dem Gelände der ehemaligen Uranerzwäsche angesiedelt wurde.
Die Bedienung der Anschlussbahn endete am 30. Juni 2004 mit der Stilllegung des Werkes.
Die Stadtverwaltung Ostrov ließ 2007 ein Projekt zum Umbau des ungenutzten Bahndamms zwischen Horní Žďár und Jáchymov zum Radweg erstellen. Im April 2012 begannen die Bauarbeiten, im Zuge dessen wurden auch Rastplätze und Informationstafeln errichtet. Im September 2013 wurde der ca. 2,6 Kilometer lange Bahntrassenradweg eröffnet.

## Streckenbeschreibung

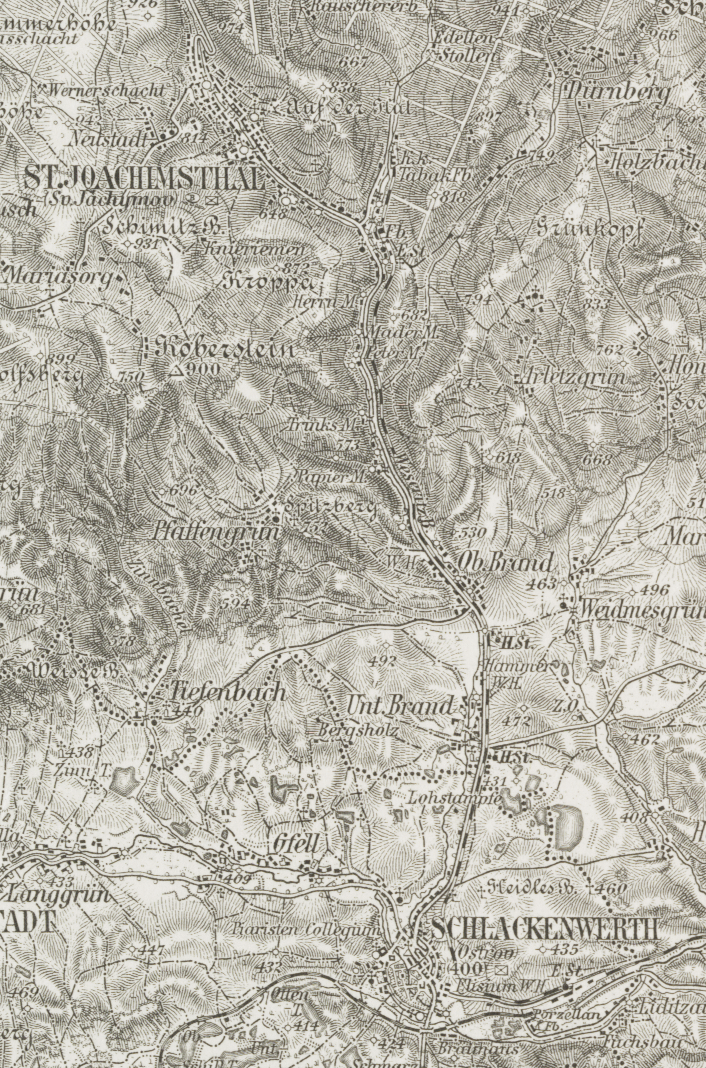
Historischer Kartenausschnitt mit dem Streckenverlauf

Die Lokalbahn besaß in Ostrov eigene Bahnhofsanlagen gegenüber dem Bahnhof der Hauptbahn. Eine Gleisverbindung ermöglichte dort den Austausch von Fahrzeugen. Die Strecke führte dann weitgehend parallel zur Straße I/25 nach Jáchymov. Kurz vor dem Endpunkt wurde ein nur 18 Meter langer Tunnel durchquert, der bis heute erhalten ist. Der Bahnhof Jáchymov befand sich im unteren Ortsteil nahe dem heutigen Kurviertel. In Verlängerung der Strecke führte die Anschlussbahn zur k.k. Tabakfabrik.
| 1913             | 1921                        | 1944                      | 1946            | 1956                     |
| Schlackenwerth   | Ostrov / Schlackenwerth     | Schlackenwerth            | Ostrov          | Ostrov nad Ohří          |
| Schlackenwerth H | Ostrov z / Schlackenwerth H | Schlackenwerth Hp         | Ostrov zastávka | Ostrov nad Ohří zastávka |
| Niederbrand      | Dolní Brand / Niederbrand   | Niederbrand               | Dolní Brand     | Dolní Žďár               |
| Oberbrand        | Horní Brand / Oberbrand     | Oberbrand                 | Horní Brand     | Horní Žďár               |
| Joachimsthal     | Jáchymov / St. Joachimsthal | Radiumbad St Joachimsthal | Jáchymov        | Jáchymov                 |

## Fahrzeugeinsatz
Auf der Strecke Schlackenwerth-Joachimsthal kamen wegen der enormen Steigung stets recht leistungsstarke Lokalbahnlokomotiven zum Einsatz. Belegt ist der Einsatz von Lokomotiven der kkStB-Reihe 99 (ČSD 320.0) des Depots Karlsbad.
1927 verkehrte versuchsweise ein Schienenbus (ČSD M 120.101), der auf Grundlage eines Straßenbusses von Praga entstanden war. Ab 1929 wurden die Tatra-Turmtriebwagen der ČSD-Baureihe M 120.3 planmäßig nach Joachimsthal eingesetzt. In den 1950er Jahren wurde der Reiseverkehr mit Triebwagen der ČSD-Baureihe M 131.1 abgewickelt.